# ایرانایتیوو
ایرانایتیوو (به لاتین: Iranaitivu) یک جزیره در سری‌لانکا است که در خلیج منار واقع شده‌است.